# Dennis H. Bamford
Dennis Henry Bamford  (* 1948) ist ein seit Ende 2016 emeritierter finnischer Virologe an der Universität Helsinki und ist der Namensgeber der Bamfordvirae, ein Reich von doppelsträngigen DNA-Viren. Bamford ist der (Mit-)Verfasser von mehr als 313 wissenschaftlichen Artikeln und steuerte zum Standardwerk Fields Virology das Kapitel über Tectiviridae und Corticoviridae bei. 2008 wurde er zum Komtur des Ordens des Löwen von Finnland ernannt. Er ist seit 2013 eingeladenes Mitglied der European Academy of Microbiology (Europäischen Akademie für Mikrobiologie).